# 北岡えれな
北岡 えれな（きたおか えれな、1996年〈平成8年〉6月16日 - ）は、千葉県出身の女性モデル、レースクイーン。セントラルジャパン所属。以前は北川 瑛里奈（きたがわ えりな）名義でイー・スマイルに所属していた。

## 略歴
2016年1月の東京オートサロンに「TWS」ブースのモデルとして出演した後、同年のSUPER GT「LM corsa TWSプリンセス」としてレースクイーンデビュー。翌2017年、2年間務めた菅野麻友の後任として、「AUTECHレースクイーン」を務めた。
2018年、村上麻莉奈と共に「TEAM TOM'S にゃんこ大戦争ガールズ」を務める。
2019年9月10日、所属事務所をセントラルジャパンに移し「北岡えれな」に改名したことをTwitterで発表。

## 人物・エピソード
- 趣味はドライブ、買い物。
- バスケットボールとハンドボールが得意で、この2つのスポーツでくびれと丸顔が出来たと自慢している[1]。
- 妹が1人いる[7]。
- 父親がNISMOを好んでいたこともあり、自身が23号車のレースクイーンになったは夢のようだったとのこと[1]。なお、翌2018年[注 1]よりAUTECHのロゴの色が青に変更された為、赤ロゴ時代としては最後のAUTECHレースクイーンとなった。
- イー・スマイル時代の先輩である小越しほみとはTWSプリンセスで共働[8]。翌2019年は北岡の後任としてにゃんこ大戦争ガールズを務めた[9]。またにゃんこ大戦争ガールズで共働した村上麻莉奈とは、後述の「闘会議2018」でも共演している[10]。
- 2017年にMOTULサーキットレディを務めた川村那月[注 2]を姉のように慕っていた[11]。2018年1月6日にはこの2人が出演したエモーション撮影会が名古屋市で行われている[12]。
- セントラルジャパン内では森下彩七（もりした あやな）[13]と特に仲が良い[14]。
- NISMOレースクィーン時代に知り合ったみゆ氏（武田美憂）とは、もはや親友の仲。
- 好きな車はランドクルーザープラド[15]。

## 活動

### レースクイーン
| 年     | カテゴリー | チーム名                          | 他メンバー                               |
| ------ | ---------- | --------------------------------- | ---------------------------------------- |
| 2016年 | SUPER GT   | LM corsa TWSプリンセス            | 渕脇レイナ、小越しほみ、福田美香         |
| 2017年 | SUPER GT   | NISMO AUTECHレースクイーン        | 川村那月、武田美憂、辻井美香、山内エレナ |
| 2018年 | SUPER GT   | TEAM TOM'S にゃんこ大戦争ガールズ | 村上麻莉奈                               |

- Tom's2018 マスコットイラスト
- AUTECH2017 マスコットイラスト

### イベント出演
- 東京オートサロン2016「TWSブースモデル」（2016年1月14日 - 16日、幕張メッセ）[注 3]
- 東京ゲームショウ2017「Dell Alienwareブースコンパニオン」（2017年9月21日 - 24日、幕張メッセ）
- AOG湘南里帰りミーティング2017（2017年11月18日、大磯ロングビーチ）- AUTECHレースクイーンとして[21]
- 東京オートサロン2018（2017年1月13日 - 15日、幕張メッセ）- AUTECHレースクイーンとして
- ジャパンアミューズメントエキスポ「闘会議2018」（2018年2月10日 - 11日、幕張メッセ） - 村上麻莉奈、山内エレナと共演[10]
- ニコニコ超会議2018「SANYOブースコンパニオン」（2018年4月28日 - 29日、幕張メッセ）[22]
- 東京ゲームショウ2018「Klab Gamesブースコンパニオン」（2018年9月20日 - 23日、幕張メッセ）[注 4]
- 東京オートサロン2019「ブリヂストンブースモデル」（2019年1月11日 - 13日、幕張メッセ）[注 5]

### 雑誌
- るるぶ愛知（JTBパブリッシング）- 南知多特集モデル（2020年2月）[25]